# 꿀벌
꿀벌은 꿀벌속(Apis)에 속하는 곤충의 총칭으로, 꿀벌과에 속한다. 또한 꿀벌은 이름 그대로 꿀을 저장하고 생산하는 벌로, 꿀벌로부터 채취한 꿀을 벌꿀이라고 부른다.
예로부터 벌꿀, 로열젤리, 밀랍, 프로폴리스 등을 얻기 위해 사육되어 왔으며 식물의 수정을 위해 사육하기도 한다. 일반적으로 벌꿀을 얻기 위해 사육되는 것은 유럽 원산의 양봉꿀벌이 주종이지만 재래종 및 야생도 있다. 
대한민국에서는 축산법상 '가축'으로 명시된 유일한 절지동물이다.

## 종류와 생활
꿀벌은 수많은 육각형 방들이 있는 벌집을 건설하여 군체를 이루어 살며, 한 군체는 대다수의 불임성 암벌인 일벌과 나머지의 생식벌인 수벌, 그리고 유일하게 알을 낳을 수 있는 개체인 여왕벌로 이루어져 있다.
이처럼 꿀벌은 사회 계층를 형성하여 생활하는데, 일벌이 먹이가 있는 곳을 팔(8)자모양의 춤으로 알려주어서 공유할만큼 공동체의식이 강하다. 여왕벌은 수벌과의 번식을 통해 대를 잇는데, 할일이 끝난 수벌은 공동체 유지를 위해 무리에서 추방당하거나 살해당한다. 여왕벌이 알을 낳아서 애벌레가 부화하면 일벌은 로열젤리를 먹이로 제공하여 성숙하도록 한다. 이 중에서 여왕벌이 될 예정인 애벌레에게 보다 많은 양의 로열젤리를 장기간 제공한다. 이를 통해 지정된 애벌레는 난소 등의 생식 기관을 발달시킬 수 있게되어 성충이 되었을 때, 여왕벌이 될 능력을 갖추게 된다. 만약 여왕벌이 두 마리이거나 식구가 너무 많은 경우에는 분봉(分蜂)이라고 하여 독립을 한다. 이는 권력투쟁을 위해서 분열을 하게 되면, 공멸을 하게 되기 때문으로 추정되는데, 간혹 주택가에 분봉한 벌들이 나타나서 놀라게 하는 일도 있다. 꿀벌은 민주적 절차로 새 집을 선택한다.

## 신체와 특징

### 벌침
일벌과 여왕벌은 독침을 가지고 있으나 수벌은 독침이 없다. 일벌의 독침은 천적을 만나면 사용한다. 하지만 거꾸로 된 가시가 있어서 사람 같은 포유류나 조류들에게 침을 박으면 침이 내장과 함께 빠져나가면서 죽는데, 사실 이 거꾸로된 가시는 곤충들에게 침을 박을 때 쉽게 빼려고 있는 것이다. 그런데 포유류나 조류에게는 그게 역효과를 내는 것. 여왕벌의 독침은 다른 여왕벌과 싸울 때만 사용한다. 거꾸로된 가시가 없어서 침을 쏜다고 내장이 빠져나가 죽지 않는다.

### 성결정 시스템
반수이배체(반수배수성)의 성결정계를 따른다. 수컷 벌은 무정란에서 태어나며 체세포와 종자세포의 핵상이 모두 엔(n)으로, 자손에게 자신의 유전자 100%를 물려준다. 이는 벌목의 공통된 특징이다.

### 전자파
꿀벌은 전자파에 노출되면 방향 감각이 크게 떨어지고 통화하는 휴대 전화, 송전탑 같이 전자파를 방출하는 곳 가까이에 더 적게 간다. 또, 어떤 논문에서는 전자파가 강한 지역의 꿀벌들의 집 회귀율이 미세하지만 저조하였다고 한다.

## 천적
천적으로는 말벌과 개미, 사마귀, 거미, 잠자리 등이 있다. 특히 말벌은 벌꿀과 모충, 꿀벌을 약탈하고 포획하기 위해서 꿀벌의 집을 습격하는 가장 무서운 적이다. 꿀벌은 무리를 지어서 말벌과 전투를 벌이는데, 양봉꿀벌과 달리 재래꿀벌은 봉구(蜂球)를 만들고 꿀과 꽃가루를 모으러간 꿀벌들까지 모두 불러모아 전투를 벌인다. 하지만 적이 많은 경우 중과부적으로 패하는데, 이럴 때는 여왕벌이 남은 꿀벌들을 이끌고 다른 벌집을 차린다. 말벌을 많은 꿀벌들이 에워싼 후, 날개 근육을 움직여 온도를 높여서 죽이는 방법이 봉구이다. 최근 연구로 온도와 고농도의 이산화탄소를 내뿜어 질식시키는 방법으로 천적인 말벌과 싸우는 자기 보호방법이 있다는 것이 밝혀졌다. 꿀벌의 벌집에 침입해 피해를 주는 벌집꼬마밑빠진벌레와 꿀벌부채명나방도 천적이다.

## 역사
인류는 아주 오래전부터 야생 꿀벌로부터 꿀을 채취해 먹었으며, 이는 기원전 13,000년 전의 암각화에서도 드러난다. 꿀벌은 배의 굵은 황갈색 가로띠(그리고 황백색의 잔털로 된 가로띠도 있다.)의 모양을 보고 쉽게 구별할 수 있다.
인류가 꿀벌을 사육한 것은 5천 년 이전으로 추정된다. 이집트의 인주나 왕의 무덤에서도 발견되었으며 성경 기록에도 자주 나온다. 한국에서는 2000년 전 고구려 태조 때부터 꿀벌을 사육하기 시작했다고 하며 삼국시대부터 중국으로부터 동양종 꿀벌을 수입해 양봉이 보급되었다. 현재의 양봉은 독일인 선교사에 의해 이탈리안종 양봉꿀벌이 들어와 시작되었다. 토종 재래꿀벌인 경우에는 몸길이가 약 12mm 정도이며 전체적으로 노란색 털이 덮여 있다. 아시아 남서부가 발원지이며 아시아 지역에 널리 분포하고 있다. 양봉의 주된 종인 양봉꿀벌은 뒷날개의 모양으로 구분된다.

## 생산
꿀벌은 벌꿀, 프로폴리스, 꽃가루, 밀랍, 봉독 등의 다양한 양봉 생산물을 제공하며 꽃꿀 수집과정에서 화분매개작용을 통하여 식물이 수분을 할 수 있게 돕는다. 로열젤리는 여왕벌이 만든다.

## 꿀벌과 문화

### 인물
알버트 아인슈타인이 "꿀벌이 사라지면 인류도 4년 내로 멸종한다."라고 언급했다고 알려져 있지만, 아인슈타인은 이런 말을 한 적이 한 번도 없다. 수십년 후인 1999년, 벨기에로 시위하러 온 프랑스 양봉업자들이 만들어낸 말이다.

### 문학
독일의 동화 《꿀벌 마야》는 꿀벌을 조직에 대한 충성심이 강한 곤충으로 묘사하고 있다.

### 영화
2007년 미국에서 제작된 스티브 히크너 와 사이먼 J. 스미스 감독의 꿀벌대소동이라는 3D 애니메이션, 더 도너스 컴퍼니에서 만들고 2008년 개봉한 벌들의 비밀생활(The Secret Life of Bees)이란 영화가 있다.

## 꿀벌의 질병
- 낭충봉아부패병
- 꿀벌 부저병
- 군집 붕괴 현상

## 같이 보기
- 꿀벌응애
- 2022년 대한민국의 꿀벌 실종
- 아프리카화꿀벌
- 개미
- 양봉
- 초개체